# Roca del Duc
La Roca del Duc és una muntanya de 629 metres que es troba al municipi de Rellinars, a la comarca del Vallès Occidental, província Barcelona a Catalunya. Al vessant nord-est s'han descobert unes coves interessants, de les quals la Cova de la Roca del Duc.